# Sabrina Paterski

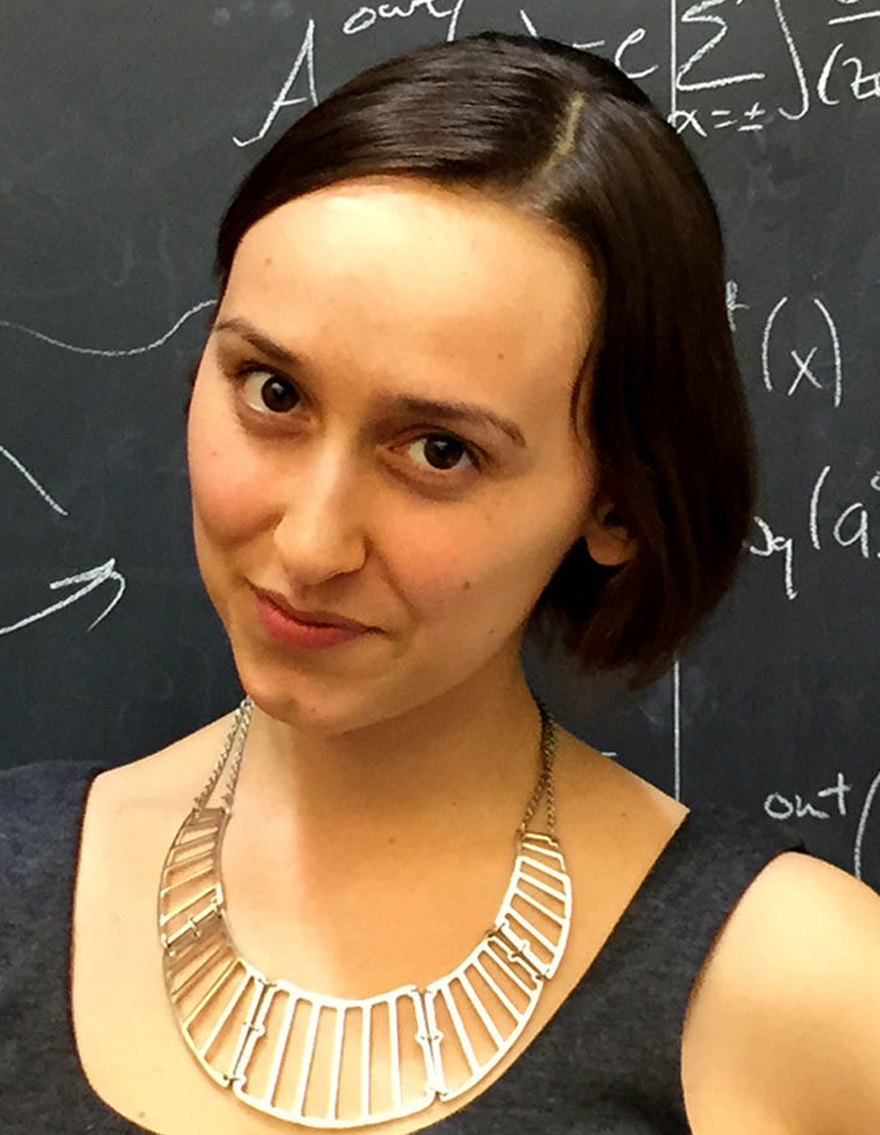
Sabrina Paterski in 2014

Sabrina Gonzalez Pasterski (1993) is een Amerikaans wetenschapper met Cubaanse roots. Ze wordt door sommigen gezien als de opvolger van Einstein en Stephen Hawking.

## Biografie
Sabrina Pasterski was al op jonge leeftijd vliegtuigpiloot en bouwde haar eigen vliegtuig op 13-jarige leeftijd.

## Eerbetoon
- 2012 - 30 under 30 (Scientific American)
- 2013 - Orloff Scholarship Award (MIT)
- 2015 - 30 Under 30 (Forbes)
- 2015 - Hertz Foundation Fellowship
- 2017 - 30 under 30 All Star (Forbes)
- 2017 - Young Women Honors Recipient: “The Genius” (Marie Claire)